# Anne Marie Dioh
Anne Marie Dioh (Joal-Fadiouth, 11 giugno 1964) è un'ex cestista senegalese.

## Carriera
Con il Senegal ha partecipato ai Campionati mondiali del 1990.